# Dorothée De Rodder
Dorothée De Rodder (Doornik, 19 januari 1976) is een Belgisch politica voor de PS.

## Biografie
De Rodder volgde een opleiding tot maatschappelijk assistent aan het Institut Cardijn van de Haute École Louvain en Hainaut in Louvain-la-Neuve en was van 1997 tot 2024 sociaal assistent in de stad Doornik.
Ze werd politiek actief voor de PS en werd voorzitter van de lokale afdeling van de partij van de stad Doornik. Ze is er tevens sinds 2013 bestuurslid van de sociale huisvestingsmaatschappij Le Logis Tournaisien en sinds 2017 voorzitter van de raad van bestuur van het Lokaal Agentschap voor Tewerkstelling. Voorts was ze van 2012 tot 2013 lid van de raad van bestuur van de IDETA, de intercommunale voor economische ontwikkeling in Doornik-Aat. Sinds 2015 is De Rodder bovendien ondervoorzitter van de PS-federatie van Picardisch Wallonië. 
In oktober 2006 werd De Rodder verkozen tot provincieraadslid van Henegouwen, een functie die ze uitoefende tot in juni 2024. Vanaf februari 2011 was ze er fractievoorzitter voor haar partij.
Bij de Waalse verkiezingen van 9 juni 2024 werd De Rodder voor de kieskring Doornik-Aat-Moeskroen verkozen in het Waals Parlement en indirect in het Parlement van de Franse Gemeenschap.